# Michelau im Steigerwald
Michelau im Steigerwald é um município da Alemanha, situado no distrito de Schweinfurt, no estado da Baviera. Tem 14,15 km² de área, e sua população em 2019 foi estimada em 1.115 habitantes.